# 古賀林幸
古賀林 幸（こがばやし さち、1952年 - 2018年12月27日）は、日本の翻訳家。
津田塾大学英文科卒。ボストン大学大学院修士課程修了。中央公論社、米国大使館広報局などを経て恵泉女学園大学特任教授。

## 翻訳
- 『ジェニーン ITT王国を築いた男 挑戦の経営』（ロバート・ショーンバーグ、角間隆共訳、徳間書店） 1987
- 『アンディ・ウォーホル モダン・マスターズ・シリーズ』（カーター・ラトクリフ、日向あき子共訳、美術出版社） 1989
- 『アンディ・ウォーホル全版画 カタログ・レゾネ 日本語版』（フレイダ・フェルドマン,イヨルグ・シェルマン編、美術出版社） 1990
- 『仕事場の芸術家たち』（ミチコ・カクタニ、中央公論社） 1990
- 『ザ・カミング・ウォー・ウィズ・ジャパン 「第二次太平洋戦争」は不可避だ』（ジョージ・フリードマン,メレディス・ルバード、徳間書店） 1991
- 『リメンバー 「真珠湾」を演出した男』（ウィリアム・H・ホーナン、藤田佳澄共訳、徳間書店） 1991
- 『あの夏の終わり』（リサ・グリュンワルド、草思社） 1992
- 『エドナのマイアミ殺人百科 女事件記者16年5000件の殺人ファイル』（エドナ・ブキャナン、徳間書店） 1992
- 『地球から来た男』（バズ・オルドリン,マルカム・マコネル、鈴木健次共訳、角川選書） 1992
- 『マンボ・キングズ、愛のうたを歌う』（オスカー・イフェロス、中央公論社） 1992
- 『アメリカ農家の12ケ月』（リチャード・ローズ、晶文社） 1993
- 『コカ・コーラ帝国の興亡 100年の商魂と生き残り戦略』（マーク・ペンダグラスト、徳間書店） 1993
- 『闇の王子ディズニー』（マーク・エリオット、草思社） 1994
- 『ニンニク農園の12カ月』（スタンレー・クロフォード、晶文社） 1995
- 『メガメディアの衝撃 日本ひとり負けの構図』（ケビン・メイニー、徳間書店） 1995
- 『埋められた鏡 スペイン系アメリカの文化と歴史』（カルロス・フエンテス、中央公論社） 1996
- 『郊外のブッダ』（ハニフ・クレイシ、中央公論社） 1996
- 『脅迫者のブルース』（ビル・ムーディ、文春文庫） 1997
- 『充たされざる者』（カズオ・イシグロ、中央公論社） 1997、のちハヤカワepi文庫
- 『天使の声がきこえる』（ロバート・パーキンス、アスペクト） 1998
- 『特殊諜報員 日本の戦争犯罪を暴いた情報将校』（ウィリアム・B・シンプソン、現代書館） 1998
- 『当った予言、外れた予言』（ジョン・マローン、文春文庫） 1999
- 『虐待家族の「仔」』（キャロル・スミス、講談社） 2000
- 『成りあがり者』（トム・ウルフ、文春文庫） 2000
- 『グローバル時代の宗教とテロリズム いま、なぜ神の名で人の命が奪われるのか』（マーク・ユルゲンスマイヤー、立山良司監修、櫻井元雄共訳、明石書店） 2003
- 『ルービン回顧録』（ロバート・E・ルービン,ジェイコブ・ワイズバーグ、鈴木淑美共訳、日本経済新聞社） 2005
- 『人類の議会 国際連合をめぐる大国の攻防』（ポール・ケネディ、日本経済新聞出版社） 2007
- 『あなたは、なぜ太ってしまうのか? 肥満が世界を滅ぼす!』（バリー・ポプキン、朝日新聞出版 2009
- 『新聞が消える ジャーナリズムは生き残れるか』（アレックス・S・ジョーンズ、朝日新聞出版） 2010